# Arktikus Éghajlati Hatástanulmány
Az Arktikus Éghajlati Hatástanulmány (Arctic Climate Impact Assessment, ACIA) éghajlati változásokról szóló jelentéseket készít az Arktiszról, a Grönland jegéről. Az ACIA helyileg az International Arctic Research Center-ben található az Alaszkai  Fairbanks Egyetemen (University of Alaska Fairbanks). 140 oldalas jelentést készített az ACIA (Impacts of a Warming Arctic) a melegedő Arktisz hatásairól, melyet 2004 novemberében publikáltak. 2005-ben egy másik tanulmány is napvilágot látott. Mindkettő letölthető az ACIA weboldaláról. 2006-ban frissítették eddigi információikat.